# Taboga
Taboga (auch „Blumeninsel“ genannt) ist eine vor Panama gelegene Insel im Pazifischen Ozean. Die Insel befindet sich ca. 20 km von Panama-Stadt entfernt. Sie ist 12,1 km² groß und hat 722 Einwohner (Stand: 2000). Die Insel ist per Boot erreichbar. Die Hälfte der Insel gehört zum Wildtierreservat „Refugio de Vida Silvestre Islas Taboga y Urabá“. Auf Taboga gibt es eine vielfältige Vogelwelt. Von Januar bis Juni kann man Pelikane sehen und von August bis Oktober Wale.

## Geschichte
Im 16. Jahrhundert betrat Vasco Núñez de Balboa als erster Spanier die Insel und nannte sie Isla de San Pedro. Den Namen Taboga bekam die Insel erst später. Dieser leitet sich von dem indigenen Wort aboga ab, welches „viel Fisch“ bedeutet.
Das Dorf San Pedro wurde 1524 von Hernando de Luque, dem Dompropst von Panama gegründet. Das Dorf baute sich rund um die gleichnamige Kirche Iglesia San Pedro auf, welche als die zweitälteste der westlichen Hemisphäre gilt. Mit der der Capitulación de Toledo, einem Vertrag, in dem der spanische König Francisco Pizarro zur Eroberung von Peru ermächtigte, wurde Pizarro auch zum Gouverneur der Blumeninsel ernannt.
Im 17. Jahrhundert wurde die Insel ein beliebter Schlupfwinkel für Piraten. Nachdem der Pirat Henry Morgan in 1671 Panamá la Vieja zerstört hatte, sandte er seine Piraten in Richtung Taboga aus mit dem Befehl, die Insel auszurauben und danach niederzubrennen. 1998 wurden während der Konstruktion eines neuen Krankenhauses 1000 Silbermünzen gefunden, welche auf das 17. Jahrhundert datiert wurden.
Im 19. Jahrhundert wurde die Insel ein strategisch wichtiger Punkt für die Schifffahrt. So wurde Taboga als Hafen von der Pacific Steam Navigation Company genutzt, welche dort eine Werft für Boote installierte. Das Unternehmen brachte Hunderte Iren auf die Insel, die in der Werft arbeiteten. Noch heute kann man die Grabsteine mit den angelsächsischen Namen begutachten. Darüber hinaus spielte die Insel eine wichtige Rolle beim Bau des Panamakanals.
1887 verbrachte der Impressionist Paul Gauguin auf dem Weg nach Martinique und Tahiti einige Zeit auf der Insel.
Während des Zweiten Weltkriegs wurde die Insel vom amerikanischen Militär als Trainingsbasis genutzt. Um die Streitkräfte bei Laune zu halten, brachte das Militär Unterhaltungstechnik wie Kinos mit. Auch die Infrastruktur wurde ausgebaut und legte den Grundstein für den heute existierenden Tourismus.

## Sehenswürdigkeiten
Auf der Insel befinden sich die 1550 errichtete Kirche San Pedro, die beiden Strände Playa La Restinga und Playa Honda sowie das Haus von Francisco Pizarro, dem Eroberer Perus.

## Tourismus
Die Blumeninsel ist heutzutage für Einheimische und Touristen ein beliebter Ausflugsort. Die Mehrzahl der ca. 45 Minuten dauernden Überfahrten zur Isla Taboga starten vom Calzada de Amador aus.

## Persönlichkeiten
Auf Taboga wurde der panamaische Schriftsteller Rogelio Sinán (1902–1994) geboren. Der spanische Konquistador Jerónimo de Alderete (1519–1556) verstarb auf der Insel.